# Cantó de Cavalhon
El cantó de Cavalhon és un cantó francès del departament de la Valclusa, situat al districte d'Ate. Té sis municipis i el cap és Cavalhon.

## Municipis
- Caumont de Durença
- Cavalhon
- Lo Chivau Blanc
- Maubèc
- Robion
- Lei Talhadas

## Història
| Data d'elecció                           | Identitat           | Partit           | Qualitat |
| ---------------------------------------- | ------------------- | ---------------- | -------- |
| 1970-1976                                | Marius Accarie      | radical          |          |
| 1976-1988                                | Fernand Lombard     | PS               |          |
| 1988-2002                                | Maurice Giro        | Divers droite    |          |
| 2002-2008                                | Jean-Claude Bouchet | UDF, després UMP |          |
| 2008-                                    | Jean-Baptiste Blanc | UMP              |          |
| les dades anteriors no són pas conegudes |                     |                  |          |
|                                          |                     |                  |          |